# セイバートロン
セイバートロン(Seibertron)とは、トランスフォーマーシリーズに登場する架空の惑星。英語版での名はサイバートロン(Cybertron)。トランスフォーマーシリーズに登場する多くのトランスフォーマーたちの故郷である。

## 歴史
設定、歴史は媒体により様々な違いが見られる。
旧作アニメ版（G1）
セイバートロンは、元々クインテッサ星人(Quintesson)がロボットを生産するために建造した人工惑星である。ロボット生産ラインは民間用と軍事用の2本のラインがあり、ここで生産されたロボットは様々な惑星に販売されていた。しばらくして、クインテッサ星人が直接関わらずとも、ロボット自身が再生産するようになり、またロボットたちも自我を持つよう進歩していった。クインテッサ星人はどんどん怠惰になってゆき、退屈凌ぎにロボットたちを虐待するようになった。
ロボットたちの不満は募り、民間用ロボットA3を中心としたレジスタンスを結成、1100万年前に革命を起こしてクインテッサ星人をセイバートロンから追い出すことに成功した。このA3こそ、後に「サイバトロンの父」と呼ばれる長老アルファートリン(Alpha Trion)の若き姿である。
その後しばらくは平和な日々が続いたが、1000万年前、軍事用ロボットが力でセイバートロン星を征服しようとし、民間用ロボットに戦いを挑み戦争が勃発、セイバートロンのエネルギーを枯渇させるほどの激戦が繰り広げられた。「セイバートロン戦争」と呼ばれるこの戦いは2005年に一度終戦が宣言されたが(『ザ･ムービー』)、2010年、クインテッサ星人の介入とともに再び戦火は広がることとなった(『2010』)。翌年の2011年には帰還した戦争難民の末裔が参戦し、この戦いの最中、セイバートロンが爆破されたが、後にフォートレスたちサイバトロンの手によって復興をはたしている(『ザ☆ヘッドマスターズ』)。
なお、クインテッサ星人の介入は2006年に行われたとする文献も存在する（『2010』日本国外版『シーズン3』）。こちらの歴史では、セイバートロンが爆破されていないばかりか、先の文献で戦争難民の末裔とされた人物が全くの別人として描かれているなど、その後の差異が激しい（『ザ・リバース』）。
アメリカンコミック版
この宇宙が誕生したころ、超越者が2人の精神的生命体を派遣した。その1人、ユニクロンは邪悪な意志を持ち、機械惑星の姿で星々を喰らい始めた。もう1人のプライマスは対抗すべく、同様に機械惑星の姿を取り、眷属トランスフォーマーを誕生させて、これに対抗した。このプライマスの惑星体がセイバートロンである。なおプライマスの精神体の外見はロディマスコンボイに酷似している。
超越者からの使命がこの宇宙の探査であったため、セイバートロン自体には宇宙航行用の機構が存在する。ユニクロンとの最初の決戦後、星はアルファ･ケンタウリ星系に落ち着いた。そのためかそこで暮らすトランスフォーマーのほとんどはそうした歴史も星の秘密も感知していない。
ビーストウォーズシリーズ
過去の様々な設定を習合して製作されている。『ビーストウォーズリターンズ』においては、そもそも有機惑星であったような描写が見られるなど新たな設定変更がされていた模様。
また、日本版の時系列ではCG版（無印・『ビーストウォーズメタルス』・『リターンズ』）から未来に当たる『ビーストウォーズネオ』では、終盤でベクターシグマが（ビースト）ガルバトロンの姿をしたユニクロンの魂に乗っ取られ、セイバートロン全体がユニクロン本体のような星になり果ててしまう。しかし、ユニクロンは逆襲に燃えるマグマトロンの妨害でベクターシグマから追い出され、最後はビッグコンボイ部隊とライオコンボイによって倒され、同時に支配されたセイバートロンも元の状態に戻った。
のちにデストロンはサイバトロンと改心をし、両軍でセイバートロンの復興を行った。また、惑星ガイア（遠未来の地球）の月の監視者であるアルテミスとムーンがセイバートロンに来て、一部のトランスフォーマーたちと宴会を楽しんだ。
新規アニメシリーズ（マイクロン三部作）
設定を一新した『マイクロン伝説（Armada）』、『スーパーリンク（Energon）』、『ギャラクシーフォース（Cybertron）』の三部作（『ギャラクシーフォース』は日本では前2作と繋がりを持たない）。日本国外との共同制作ということもあってか、ビーストウォーズシリーズで習合された設定を多く引き継いでいる。アメコミ版同様にユニクロンVSプライマスの二極神の設定が採用され、『スーパーリンク』ではセイバートロンに眠るエネルギー集合体プライマスが登場。『ギャラクシーフォース』において、ついにセイバートロン星は巨大トランスフォーマーである創造神プライマスとして変形した。

## 地理
セイバートロンは、アルファ・ケンタウリ星系に造られた惑星である。スパイクたち地球人が特別な装備なしで不自由なく活動できることから、大気組成や重力、気候などは地球と近似していると考えられている。実際、ビーストウォーズリターンズでボタニカの乗る調査船が防衛衛星に撃墜されたとき、大気圏に突入しているような描写があった。
内部構造はセイバートロニアンたちもよく把握できておらず、謎が多い。中心にはマザーコンピュータ「ベクターシグマ」（または、プライマス、オラクル）があり、セイバートロニアンの精神や人格を司る「魂」たるパーソナルコンポーネント（または、スパーク）を生成できる唯一の存在である。
セイバートロンの周りには2つの衛星があったが、どちらも2005年にユニクロンによって捕食されてしまっている（『ザ・ムービー』）。
『ギャラクシーフォース』では、地表に雨が降る描写も見られ、また（ブラックホールによって移動中であるにもかかわらず）夕日が沈むシーンも見られる。プライマス変形時には衛星を武器に使っていることから月のユニクロン以外にも衛星が存在していた可能性がある。

## セイバートロニアン
セイバートロニアン(Cybertronian)とは、セイバートロン原産の超ロボット生命体で、民間用ロボットを祖とするサイバトロンと、軍用ロボットを祖とするデストロンの2つの種族がいる。
通常、セイバートロニアンは「エネルゴン」というエネルギー資源を精製したものを食料とするが、莫大なエネルギー消費量をカバーするために核燃料を摂取するレーザーウェーブや、あらゆる物を食料とできる雑食性のインセクトロンなど、イレギュラーな食性を持つ者もいる。また、セイバートロンで採掘される鉱物であるセイバートニウムを必須元素とし、地球では大気との長期間の接触によって体内のセイバートニウムを消耗する。セイバートニウムが欠乏すると運動障害を引き起こし（初代『トランスフォーマー』第28話「ダイノボットの逃亡 PART I / Desertion of the Dinobots 1」では、マイスターが変形不全、ジャガーが不随意運動、メガトロンが構音障害を発症している）、最終的には死に至るため、セイバートニウムの確保は死活問題となる。デストロンはスペースブリッジによって本国からセイバートニウムを調達し、サイバトロンはその調達ルートを乗っ取って調達していた。
よく「セイバートロニアン＝トランスフォーマー」という誤解があるが、セイバートロン原産でないトランスフォーマー（ユニクロンがよく知られている）や変形能力を持たないセイバートロニアン（アルファートリンなど）もいることを考慮する必要がある。また、「セイバートロン（星）人」という和訳がなされることもあるが、ヒューマノイド形態を持たない者（ジャガー、スカイリンクスなど）も珍しくないため、適切ではない。
セイバートロニアンの起源は、先述したように媒体によって異なる。旧作アニメシリーズではクインテッサ星人の生産するロボットが進化を遂げたもの、そしてアメリカンコミック版ではプライマスが自己防衛のために産み出したものとなっている。また、アメリカンコミック版では、セイバートロニアンは始めから変形能力を持った種として誕生している。
セイバートロニアンは、セイバートロン星外への居住範囲の拡大も行っている。戦火を逃れるために移住した者もいれば、開戦以前に移住した者もいる。『2010』のパラドロン星の住人のように、楽園を築くことができた者たちもいるが、『ザ☆ヘッドマスターズ』のマスター星の住人のように、肉体を変容させる必要が出るほどの厳しい環境に置かれた者たちもいる。酷いケースでは、初代『トランスフォーマー』のアンディナ星の住人のように、惑星特有の病原体によって全滅する（コズミックルスト参照）ということすらあった。

### トランスフォーマーとなったセイバートロニアン
先述したように、旧作アニメシリーズのセイバートロニアンは当初は変形能力を持っていなかった。セイバートロニアンの変形能力獲得には、サイバトロンとデストロンの戦争が背景にあるとされている。開戦当初、サイバトロンの戦闘力は、その起源からデストロンよりはるかに劣るものであったため、サイバトロンは正面からの戦いではなく、ゲリラ戦を主だった戦術としていた。そのため、隠密性獲得のために、変形による擬態能力を身につけた。まさしく「Robots in Disguise」（「偽装するロボット」、アメリカでのトランスフォーマーのキャッチコピー）だったわけである。その後、デストロンも変形能力を身につけたが、こちらの変形能力の起源は不明である。

#### 各媒体の設定
初期アニメ設定では、超コンピュータのベクターシグマが、意思無きロボットに命を与え、生命体として誕生させる。
アメリカンコミック（マーベルコミック版）初期では、コンボイの頭部に存在するクリエーション・マトリクスにより、同様の作用を起こす。後期においてクリエーション・マトリクスはアニメ設定のマトリクスと統合された。
『G-2』期のコミック版ではプライマスから分裂する形で最初期のトランスフォーマーは生み出されたことが明かされた。彼らの繁殖方法は自己分裂であった。その後、プライマスの意向で自己分裂能力は失われた。
その後の『ビーストウォーズ』シリーズでは、アニメ、コミックなどの設定が取り入れられ、ビースト戦士たちはセイバートロン星のある施設で誕生している。繁殖能力などは不明。
現在IDW社にて出版されている現行コミックを手がける脚本家、サイモン・ファーマンは、女性型トランスフォーマーについても踏み込んだ描写をしたいとの意向を発表した。ファーマンは現在までのほとんどのコミック版に関わった人物である。